# M10 (Wit-Rusland)
De M10 of Magistrale 10 is een hoofdweg in Wit-Rusland met een lengte van 526 kilometer. De weg loopt van Kobryn via Pinsk, Mazyr en Gomel naar de grens met Rusland. In Rusland loopt de weg als A-240 verder naar Brjansk.

## Geschiedenis
In de tijd van de Sovjet-Unie was de M10 onderdeel van de Russische M13. Deze weg liep van Brjansk naar Gomel en Kobryn. Na de val van de Sovjet-Unie in 1991 en de daaropvolgende onafhankelijkheid van Wit-Rusland werden de hoofdwegen omgenummerd om een logische nationale nummering te krijgen. De M13 kreeg het nummer M10.
M1 · 
M2 · 
M3 · 
M4 · 
M5 · 
M6 · 
M7 · 
M8 · 
M9 · 
M10 · 
M11 · 
M12 · 
M14